# الغلاف الجوي للقمر

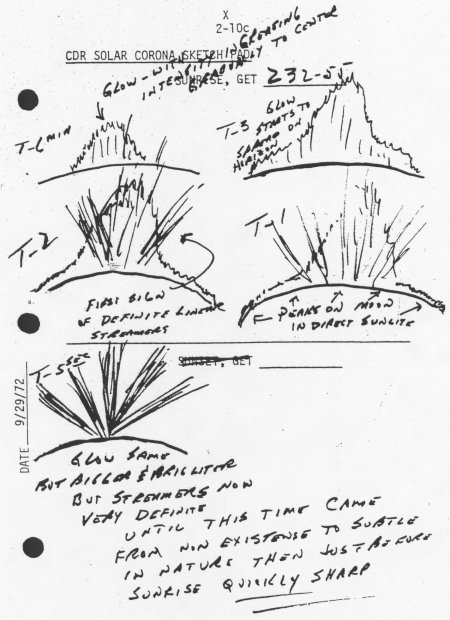
"أشعة الشفق" القمرية رسمها رواد فضاء أبولو 17

الغلاف الجوي للقمر هو مجموعة من الغازات الضئيلة التي تحيط بالقمر. يُعد الغلاف الجوي للقمر رقيقا للغاية ولا تتجاوز كثافته مئة مليون من الغلاف الجوي الخاص بالأرض. في أغلب الأحيان يمكن اعتبار أن القمر محاط بفراغ.